# 來自河底的問候
《蜆貝小小姐》，2010年上映的日本電影，為日本導演石井裕也自編自導的劇情片，由滿島光主演。
本片為石井裕也的第一部商業電影，和另一部石井裕也所執導的電影《君と歩こう》同步公開。

## 劇情
派遣女職員木村佐和子（滿島光 飾）到東京工作已經第五年，每天渾渾噩噩的她對工作沒有太大的熱情，談過五次戀愛又接連的被甩，人生既沒目標亦無夢想，與離過一次婚且有一個女兒的新井健一（遠藤雅 飾）交往中。佐和子的口頭禪為「這也是沒辦法的事」。
某日，佐和子得知父親木村忠男（志賀廣太郎 飾）突然病倒住院的消息，於是在叔叔（岩了 飾）要求之下趕回家鄉探視父親。佐和子的父親原本經營一家蛤蜊工廠，因突然病倒之故，工廠無人接手，叔叔因而希望佐和子能繼承家業，而佐和子沒有工作的男友健一得知此事後，也帶著女兒一起跟著回佐和子家鄉，並住在佐和子家。
佐和子因當年18歲時離家出走和學長私奔到東京，而與父親的關係陷入緊繃狀態；回到工廠後，得知當年私奔事件的員工們亦不待見佐和子。加上工廠營業額每況愈下，一時不知如何面對眼前各種問題的佐和子和男友健一終於起了口角，佐和子在氣頭上對健一承認「因為自己是中下等又沒用的女人，所以才會選擇你這樣的男人」，健一得知後自尊心大受打擊，並開始親近工廠某位女員工。佐和子父親忠男出院後，看不慣佐和子男友健一的所作所為而心疼佐和子，抱著未癒的病體在雨中為了佐和子挺身而出，健一離開佐和子家。將一切看在眼裡的佐和子終於振作，突然在那些不喜歡她的員工們面前承認當年私奔離家的過錯，同時努力地經營工廠。員工對佐和子的坦誠開始有了好感。於是在眾人的通力合作下，工廠營運有了起色，營業額上升為以往的兩倍之多。
其後，父親病逝。佐和子抱著父親的骨灰，欲遵從父親遺願將骨灰灑向大海時，男友健一突然出現，並向佐和子道歉。此時，佐和子終於忍不住的對健一發飆，並哭著把所有的情緒和對父親的自責都發洩出來......。

## 主要角色
- 木村佐和子：滿島光
- 新井健一：遠藤雅
- 新井加代子：相原綺羅
- 木村忠男：志賀廣太郎
- 木村信夫：岩了
- 高木正樹：並樹史朗（日语：並樹史朗）
- 塩田敏子：稻川實代子（日语：稲川実代子）
- 村岡友美：鈴木夏美（日语：鈴木なつみ）
- 斎藤響子：牧野惠美
- 月島さん：工藤時子（日语：工藤時子）
- 杉山さん：安室滿樹子（日语：安室満樹子）
- 川上良男：森岡龍（日语：森岡龍）

## 幕後花絮
主演滿島光在看過劇本後，試鏡時積極的向導演石井裕也表示想要出演此片，兩人亦因拍攝此部片交往，在2010年10月結婚（2016年離婚）。

## 獎項
- 第53回藍絲帶電影獎最佳導演：石井裕也
- 奇幻國際電影節（英语：Fantasia Festival）最佳影片[5]
- 奇幻國際電影節（英语：Fantasia Festival）最佳女主角：滿島光
- 第32回橫濱電影節最佳女主角：滿島光
- 第65回日本放送映畫藝術大賞映畫部門最佳女主角：滿島光

## 外部連結
- 《蜆貝小小姐》官方網站 （页面存档备份，存于）
- 互联网电影数据库（IMDb）上《蜆貝小小姐》的资料（英文）
- 爛番茄上《來自河底的問候》的資料（英文）